# Acid fulminic
Acidul fulminic este un compus anorganic cu formula moleculară HCNO, acid anorganic, izomer al acidului izocianic. Sarea sa de argint, fulminatul de argint, a fost descoperită în 1800 de Edward Charles Howard, și mai târziu (în 1824) a fost studiată de Justus von Liebig. Sarea de argint a izomerului său avea să fie descoperită un an mai târziu de Friedrich Woehler. Acidul în sine a fost izolat abia în 1966.
Acidul fulminic, împreună cu sărurile sale (fulminații, cum este de exemplu fulminatul de mercur), sunt foarte periculoși, și sunt utilizați ca detonatori pentru alte materiale explozive. De asemenea, și vaporii lor sunt toxici.